# Růžena Beinhauerová
Růžena „Ruža“ Beinhauerová, auch: Růžena Beinhauer, geb. Dostálová, (* 23. September 1912 in Mährisch Ostrau, Österreich-Ungarn; † 16. Mai 1968 in Ivančice, Tschechoslowakei), war eine tschechoslowakische nordische und alpine Skisportlerin, Basketballspielerin und Ruderin.
Sie galt in den 1930er und 1940er Jahren als die erfolgreichste alpine und nordische Skiläuferin ihres Landes, nahm an den Olympischen Winterspielen in Garmisch-Partenkirchen und zwei Skiweltmeisterschaften teil, gewann acht tschechoslowakische Meistertitel im alpinen Skilauf, die meisten davon im Abfahrtslauf, drei im Skilanglauf sowie 24 weitere im Rudersport.

## Privates
Beinhauerová wurde als Tochter des Baumeisters František Dostál und dessen Ehefrau Růžena Dostálová geb. Tichá in Mährisch Ostrau geboren.
Dostálová besuchte das Mädchen-Realgymnasium in Slezská Ostrava und studierte Englisch, Geographie- und Sport an der Masaryk-Universität in Brünn. Nach einer kurzen Zeit als Gymnasial- und Sportlehrerin im Sekundarbereich war sie später als Dozentin für Leibeserziehung an der Pädagogischen Fakultät der Masaryk-Universität tätig.
Am 3. Januar 1935 heiratete Dostálová im Ostrauer Stadtteil Witkowitz (Vítkovice) den Skisportler und Ingenieur Karl Beinhauer aus Brünn. Die Ehe wurde (vermutlich) 1939 wieder geschieden. Ihr Mann war während der Besetzung der Tschechoslowakei als Jagdflieger im Range eines Leutnants als Mitglied der 313. RAF-Jagdstaffel der tschechoslowakischen Exilarmee im Widerstand gegen das Deutsche Reich aktiv.
Růžena Beinhauerová verstarb nach schwerer Krankheit im 56. Lebensjahr in Ivančice bei Brünn.

## Sportkarriere
Im Alter von 14 Jahren nahm Dostálová an ersten Skilanglaufrennen teil und blieb dem Skisport auch während ihres Studiums treu. 1934 startete sie erstmals bei einer alpinen Abfahrt in der Hohen Tatra und belegte gleich den zweiten Platz. Aufgrund ihres Talentes, aber auch in Anbetracht der fehlenden Konkurrenz zählte sie bald als die beste Skiläuferin des tschechoslowakischen Skiverbandes.
Als einzige Vertreterin ihres Verbandes nahm Beinhauerová an der Alpinen Kombination bei den Olympischen Winterspielen 1936 in Garmisch-Partenkirchen teil. Zum tschechoslowakischen Aufgebot gehörten außer ihr noch die dem Hauptverband Deutscher Wintersportvereine der Tschechoslowakischen Republik (HDW) angehörenden Hilde Walter und Trude Möhwald, die jedoch beide aufgrund ihres Rückstandes im ersten Slalomdurchgang im zweiten Lauf nicht mehr antreten durften. Beinhauerová belegte die Ränge 22 in der Abfahrt und 25. im Slalom. In der Kombination kam sie damit auf den 22. Platz.
Bei den Skiweltmeisterschaften 1937 in Chamonix belegte Beinhauerová in einer durch das Fernbleiben der Mannschaften aus Österreich, Italien und Frankreich geschwächten Konkurrenz den 12. Rang in der Abfahrt, Platz 10 im Slalom, wobei dieser Rang die erste Top-10-Platzierung eines tschechoslowakischen Sportlers/Sportlerin bei alpinen Skiweltmeisterschaften bedeutete, und Rang 11 in der Alpinen Kombination. In Engelberg 1938 wurde sie 18. im Abfahrtslauf, neunte im Slalom, noch vor den besten Läuferinnen aus Österreich, den USA und Großbritannien sowie 15. in der Alpinen Kombination. Ins Rampenlicht rückte sie nochmals bei den Skiwettbewerben der 4. Internationalen Wintersportwoche von Garmisch-Partenkirchen im Februar 1940. Im Abfahrtslauf wurde Beinhauer als beste „ausländische“ Fahrerin fünfte hinter den deutschen Stars Christl Cranz, Lisa Resch, Helga Gödl und Hildesuse Gaertner. Im Slalom und in der Alpinen Kombination kam sie jeweils auf den sechsten Rang.
Während der deutschen Besetzung wurde Beinhauerovás skiläuferische Tätigkeit aber zunehmend immer weiter eingeschränkt, ab 1941 war eine skisportliche Betätigung gar nicht mehr möglich. Beinhauerová verlegte sich auf das Basketballspiel im AC Arsenal Husovice und forcierte den seit 1939 betriebenen Rudersport im tschechischen Ruderklub Brünn (ČVK Brno, später „Sokol“, dann „Sparta“ Brno).
Nach dem Zweiten Weltkrieg begann Beinhauerová wieder mit dem Skisport, blieb als Teil des tschechoslowakischen Olympiateams für St. Moritz 1948 aber ohne Einsatz und erreichte 1950 mit dem zweiten Platz in der tschechoslowakischen Meisterschaft ihr bestes Nachkriegsergebnis. Nach einem im selben Jahr erlittenen Bruch ihres rechten Beines und ihrer Schulter behielt sie bleibende Schäden am Bein zurück und konnte an ihre erfolgreiche Skilaufkarriere nicht mehr anschließen.
Beinhauerová verlegte ihren sportlichen Ehrgeiz nunmehr komplett auf den Rudersport. In verschiedenen Einzeldisziplinen als auch mit dem weiblichen Ruderachter des ČVK Brno brachte sie es insgesamt auf 24 nationale Meisterehren. Nach ihrem 1957 erfolgten Karriereende bildete sie als Trainerin im Brünner Ruderverein erfolgreich mehrere spätere Staatsmeister und europäische Wettbewerbsteilnehmer aus und war auch als Funktionärin und Schiedsrichterin für den Vorläufer des heutigen tschechischen Ruderverbandes tätig.

## Erfolge im Skisport
Olympische Winterspiele
- Garmisch-Partenkirchen 1936: 22. Alpine Kombination

Weltmeisterschaften
- Chamonix 1937: 10. Slalom, 11. Alpine Kombination 12. Abfahrt
- Engelberg 1938: 9. Slalom, 15. Alpine Kombination, 18. Abfahrt